# Sant Bartomeu (Capdepera)

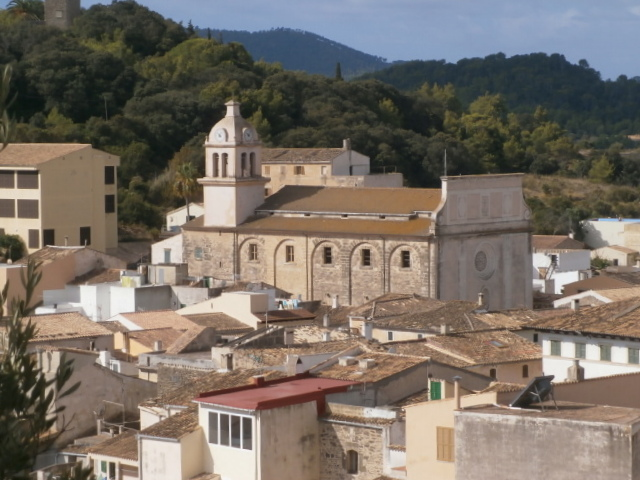
Sant Bartomeu, Blick vom Castell de Capdepera

Sant Bartomeu ist eine römisch-katholische Kirche in Capdepera auf der spanischen Mittelmeerinsel Mallorca.
Sie steht im Ortskern Capdeperas, südlich der Straße Carrer de Ciutat. Die Kirche wurde im 19. Jahrhundert im Stil der Neogotik errichtet. Sie besteht aus einem auf rechteckigem Grundriss angelegten Mittelschiff mit Seitenkapellen. Der Kirchturm befindet sich an der Südostecke des Baus.